# Auburn Lake Trails
Auburn Lake Trails – jednostka osadnicza w Stanach Zjednoczonych, w stanie Kalifornia, w hrabstwie El Dorado.